# Jemeljan Jaroslavskij
Jemeljan Jaroslavskij var en pseudonym för Minej Izrailevitj Kubelmann, född 3 mars 1878 i Tjita, Transbajkal oblast, Kejsardömet Ryssland, död 4 december 1943 i Moskva, Sovjetunionen, var en rysk kommunist av judisk börd.
Jaroslavskij gjorde från 1898 socialdemokratisk propaganda i av honom organiserade arbetarcirklar och i armén i olika delar av Ryssland och var en av huvudledarna för den kommunistiska propagandan inom armén från 1906. Han satt flera gånger i fängelse, bland annat 1912-17 i Sibirien, dit han förvisats.
Jaroslavskij var redaktör för flera socialdemokratiska och kommunistiska tidningar. 1918 blev han kommissarie för Moskvas militära distrikt, och deltog som sådan i skapandet av Röda armén. I egenskap av "renlärig" bolsjevik anlitades Jaroslaviskij mycket som förespråkare för partiet allmänna politik - "generallinjen" - gentemot alla oppositionsriktningar inom detsamma. Hans insats i uppbyggnationen av partiet och det kommunistiska systemet var betydande.
Han var medlem av redaktionen för flera av Sovjetunionens tidningar, och dessutom medlem av partiets högsta institutioner. Särskilt påfallande var hans antireligiösa propaganda. Jarosalvskij var en av huvudförfattarna till Sovjetunionens kommunistiska partis historia: kortfattad kurs. Av hans skrifter ägnades de viktigaste åt kommunistpartiets historia, om vilket han redigerade ett omfattande samlingsverk, Allunionistiska bolsjevikiska partiets historia (på ryska i 4 band 1926-30).